# СОСУС

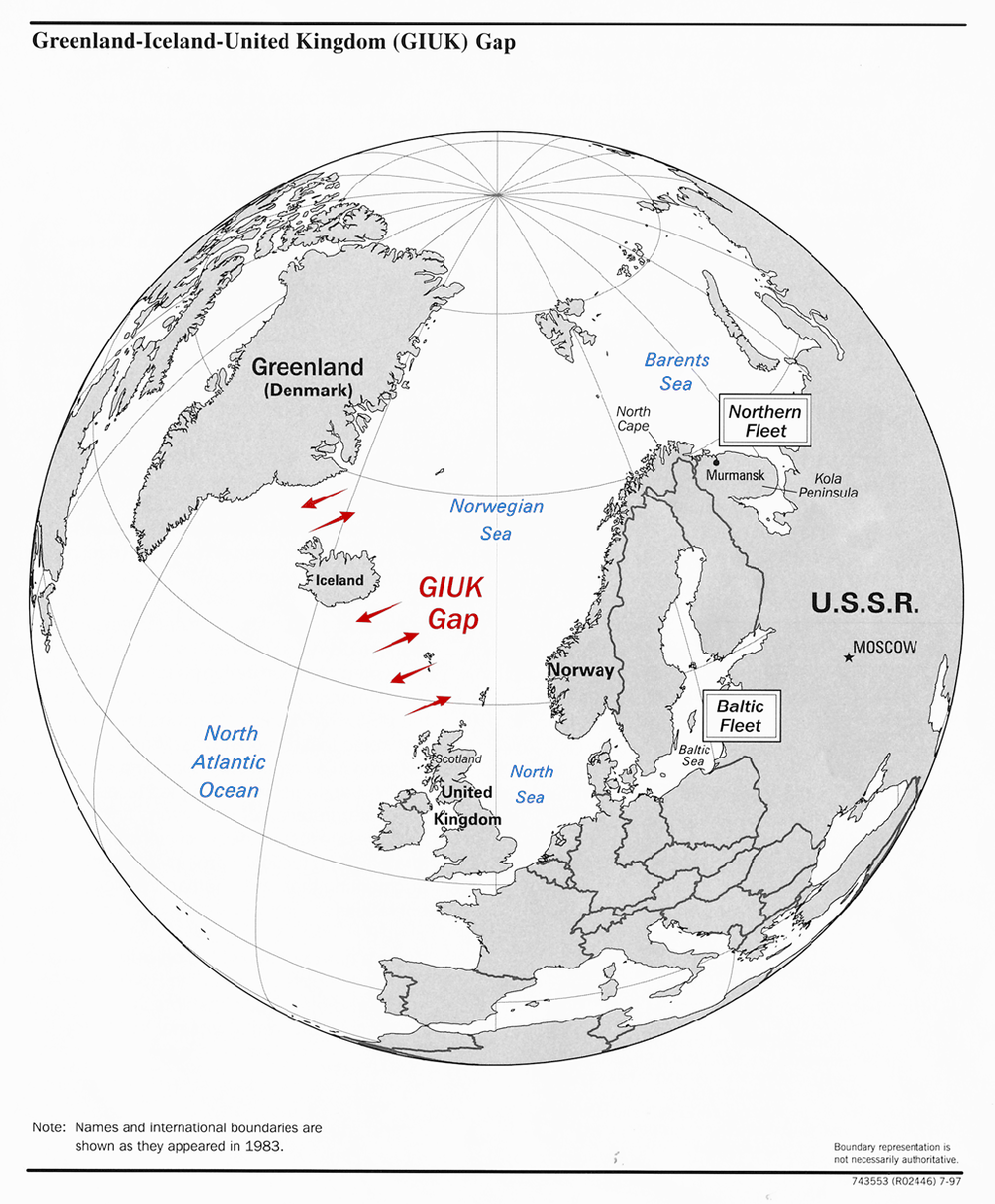
Зона приоритетного интереса (показана стрелками ↙↗): Датский пролив и Фареро-Исландский рубеж

СОСУС (SOSUS) (SOund SUrveillance System, звуковая система наблюдения) — гидроакустическая противолодочная система США. Предназначена для обнаружения и опознавания подводных лодок.

## Принцип работы
Одним из способов форсирования противолодочного рубежа является проводка под корпусом судна.

## Задействованные структуры
В разработке, создании, обслуживании и модернизации системы были задействованы следующие коммерческие и казённые структуры:
| Список задействованных структур | Список задействованных структур |
| Частные исследовательские и научно-производственные учреждения коммерческих структур | Частные исследовательские и научно-производственные учреждения коммерческих структур |
| --- | --- |
| Прикладные исследования, системные исследования, разработка, испытания, создание и испытание опытных образцов оборудования, работы по усовершенствованию и модификации | Western Electric Co., Уинстон-Сейлем, Северная Каролина; Bell Telephone Laboratories, Уиппани, Нью-Джерси |
| Проведение научно-исследовательских работ по предварительной обработке входных данных, научно-исследовательских и опытно-конструкторских работ по созданию и испытанию стационарных широко-апертурных гидроакустических антенн, Т-образных соединительных узлов, применению ядерных генераторов | Western Electric Co., Уинстон-Сейлем, Северная Каролина; Bell Telephone Laboratories, Уиппани, Нью-Джерси |
| Инженерно-техническое обслуживание, регламентные работы | Western Electric Co., Уинстон-Сейлем, Северная Каролина; Bell Telephone Laboratories, Уиппани, Нью-Джерси |
| Цифровой вычислительный комплекс | Western Electric Co., Уинстон-Сейлем, Северная Каролина; Bell Telephone Laboratories, Уиппани, Нью-Джерси |
| Системный инжиниринг | TRW, Inc., Маклейн, Виргиния |
| Создание и обслуживание центрального (MEC) и региональных (REC) командно-вычислительных центров мониторинга и анализа обстановки, объединённого центра анализа данных подводной разведки (IUSEC)                                                                                                | Western Electric Co., Уинстон-Сейлем, Северная Каролина; Bell Telephone Laboratories, Уиппани, Нью-Джерси; Midwest Research Institute, Канзас-Сити, Миссури; TRW, Inc., Маклейн, Виргиния |
| Автоматизированная информационно-аналитическая система раннего предупреждения о подводной угрозе с автоматической обработкой и анализом вводных данных (SPEAR) | Control Data Corp., Миннеаполис, Миннесота |
| Адаптивное диаграммообразующее устройство (ABF) | General Electric Co., Сиракьюс, Нью-Йорк |
| Казённые исследовательские учреждения ВМС США | |
| Техническая поддержка | Центральная военно-морская лаборатория, военно-морская база Анакостия, Вашингтон, округ Колумбия; Центр стратегических навигационных систем флота, Бруклин, Нью-Йорк; Лаборатория эргономических исследований флота, Сан-Диего, Калифорния; Центр подводных исследований флота, Сан-Диего, Калифорния |

С коммерческими структурами заключались контракты с оплатой издержек и дополнительным фиксированным вознаграждением (CPFF).

## Дислокация
Система развёрнута на противолодочных рубежах:
- мыс Нордкап — Медвежий остров,
- Гренландия — Исландия — Фарерские острова — Великобритания (Фареро-Исландский рубеж)
- в Тихом океане.

## Эксплуатация
Система была эффективным средством обнаружения атомных подводных лодок ВМФ СССР 1-го и 2-го поколений. Появление подводных лодок 3-го поколения со значительно меньшей шумностью резко уменьшило дальность обнаружения.
На рубеже 1990-х годов в Норвежском море был проведён эксперимент по обнаружению подводной лодки с помощью системы СОСУС, включающей комплекс «Цезарь», в результате предполагаемые координаты подлодки образовали эллипс размером 216 на 90 километров.
По состоянию на 2007 год все береговые посты системы СОСУС работали в автоматическом режиме (который не требует несения круглосуточной вахты операторами), при этом часть гидроакустических станций системы законсервирована.

## Безопасность
За годы использования были зафиксированы несколько утечек информации, связанных с СОСУС.
- В 1968 году силами КНДР было захвачено научное судно «Пуэбло[англ.]», на котором, как предполагалось, могла находиться система СОСУС.
- В 1988 году канадец Стивен Джозеф Раткаи[англ.] был арестован за попытку незаконного доступа к информации, собранной СОСУС, на базе ВМС США Арджентия[англ.] в Канаде.
- Джон Энтони Уокер, уоррент-офицер ВМС США и специалист по связи, передавал оперативные данные СОСУС советской разведке, тем самым поставив под угрозу саму эффективность системы[5].